# Круузимяэ, Тармо
Тармо Круузимяэ (эст. Tarmo Kruusimäe, род. 9 апреля 1967 года; Таллин, Эстонская ССР, СССР) — эстонский музыкант и политик, депутат Рийгикогу XIII и XIV созывов от партии «Отечество».

## Биография

### Образование и профессиональная деятельность
Окончил в 1992 году Таллинскую гимназию для взрослых в Старом городе, в 1993 году — Таллинскую школу обслуживания по специальности «повар». С 1993 по 2007 годы работал в разных таллинских заведениях общепита поваром, начальником смены, шеф-поваром, менеджером. В 2006—2009 годах учился в международном университете Audentes по специальности «международные отношения», в 2009 году продолжил учёбу в Таллинском техническом университете.

### Медийная карьера
С 1982 года занимался музыкальной карьерой, выступая в разных панк-рок-группах, в том числе «Tugev Tuul», ABS, «Vanemõde» и «Fontaneros». С 1987 года стал вокалистом группы «Kulo». В коллективах выступал под псевдонимами Юхан Тиик (эст. Juhan Tiik) или «Дворник» (эст. Kojamees). Также выступал в 1984 году в первом составе группы «Vennaskond» как бас-гитарист. Выступает в группе Mustad Kolonelid Таллинской дружины Кайтселийта.
В 1994 году был в составе жюри конкурса Eurolaul, отбиравшего кандидата на Евровидение в том году. В том же году стал сооснователем Baltic Music Network.
В 2001—2013 годах — член совета правления организации болельщиков сборной Эстонии по футболу «Jalgpallihaigla» (в 2006—2013 годах — глава клуба).
В 2010 году участвовал в шоу «Tantsud tähtedega» (эстонская версия шоу «Танцы со звёздами») с Карин Лилемаа, но первым покинул шоу.

### Политическая карьера
С 1988 года — член Эстонской национальной партии независимости. В 1995 году стал членом партии «Исамаалийт», с 2006 года — член партии «Исамаа» (она же «Союз Отечества и Res Publica»). В 2007—2009 годах — руководитель проекта по гражданскому воспитанию Эстонского центра работы с молодёжью, в 2010—2015 годах — советник в центре по вопросам патриотического воспитания.
В 2009 году вошёл в Общество флага Эстонии, с 2015 года является его генеральным директором. Член совета Ассоциации эстонских городов с 2009 года. Координатор Палаты сотрудничества демократических и национальных сил Эстонии с 2011 года.
С 2005 по 2017 годы — депутат Таллинского городского собрания и административного совета района Кристийне.
Участвовал в 2011 году в парламентских выборах, набрав 1188 голосов и не пройдя в Рийгикогу. 2 июня 2017 года избран в Рийгикогу XIII созыва, с 6 июня 2017 года является членом комиссии Рийгикогу по экономическим вопросам.
Председатель внутрипартийного объединения «Националисты в IRL» (переизбран 3 февраля 2018 года). Председатель группы Рийгикогу по поддержке свободной от табачного дыма Эстонии, выступал за освобождение табачных жидкостей от акцизов до конца 2022 года и неоднократно призывал покончить с чёрным рынком электронных сигарет.

### Резонансные действия и заявления
В 2012 году был обвинён в связях с ультраправыми партиями.
С 2015 года Круузимяэ проводит каждую среду перед зданием российского посольства в Таллине пикеты «Против войны», выражая тем самым недовольство политикой России в отношении Украины.
Параллельно с отборочным циклом к чемпионату мира 2018 года сборная Эстонии должна была провести товарищеские матчи против России в 2016 и 2017 году, причём оба раза они выпадали на 7 октября — дни, когда проводились матчи других команд и других групп, но которые были зарезервированы и для других встреч. Круузимяэ, ссылаясь на то, что матчи выпадали в день рождения Владимира Путина, настаивал на переносе матчей на другую дату, однако в итоге матчи с Россией были вообще отменены, поскольку в одну группу к Эстонии попала команда Гибралтара — встречи с Гибралтаром прошли 7 октября. Сам чемпионат мира он бойкотировал.
3 февраля 2018 года призвал к выходу Эстонии из Оттавского договора по запрещению противопехотных мин (Эстония присоединилась 12 мая 2004 года), а также к построению в Эстонии новой системы тотальной национальной обороны и переброски дополнительных сил НАТО.
В декабре 2016 года Круузимяэ представил законопроект о снабжении субтитрами на русском видеотрансляции заседаний городского собрания и об обязанности властей перевести на русский все стенограммы заседаний столичного горсобрания, начиная с 2013 года, однако закон отклонили, а идею Круузимяэ расценили как попытку спровоцировать Партию центристов и создать информационного фона. В 2018 и 2019 годах он поддержал увеличение штрафов за невыполнение Закона о языке (отказе в обслуживании на эстонском) в 10 раз, возмущаясь тем, что многие проживающие в стране граждане не могут выучить язык, в то время как иммигранты выучивают его за год.
15 апреля 2021 года во время проходившего в дистанционном режиме заседания Рийгикогу «Климатическая нейтральность в Эстонии к 2035 году» ожидалось, что Круузимяэ задаст вопрос по этому поводу. Когда была установлена видеосвязь, депутаты увидели, что Круузимяэ лежал в своей постели и курил электронную сигарету, слушая громко музыку и игнорируя все вопросы коллег. Вице-спикер Ханно Певкур заявил, что подобное поведение недопустимо даже при удалённом заседании. Сам Круузимяэ заявил, что ни разу не курил электронную сигарету, ни находясь за кафедрой, ни задавая вопросы, а просто ждал своей очереди выступить, даже не осознав, что уже пришла его пора задавать вопрос.

### Семья
Женат, есть две дочери. Проживал в Ласнамяэ, где долго не мог закончить ремонт квартиры.